# Nokia 6800
Le Nokia 6800 est un téléphone mobile du fabricant Nokia sorti en 2003.

## Caractéristiques
Le téléphone est équipé d'un clavier QWERTY,. L'appareil est alimenté par une batterie Li-ion. Le téléphone mesure 119 × 55 × 23 mm. L'écran a une définition de 128 × 128 pixels et il permet d'afficher 4 096 couleurs. Trente-cinq sonneries polyphoniques sont disponibles. Le téléphone supporte les applications e-mails, SynML et la technologie Java, il est équipé d'une radio FM stéréo intégrée.